# Dorylus atriceps
Dorylus atriceps é uma espécie de formiga do gênero Dorylus.